# Haas VF-19
O Haas VF-19 é o modelo de carro de corrida construído pela equipe Haas F1 Team para a disputa da temporada de Fórmula 1 de 2019, pilotado por Romain Grosjean e Kevin Magnussen.
O lançamento do carro ocorreu em 7 de fevereiro.

## Sobre
Este carro da Haas teve uma mudança esteticamente expressiva, com cores de um preto e dourado, lembrando os carros da Lotus quando era patrocinada pela marca de cigarros John Player Special.